# Petter Tande
Petter Laukslett Tande (Oslo, 11 de junio de 1985) es un deportista noruego que compitió en esquí en la modalidad de combinada nórdica.
Ganó tres medallas en el Campeonato Mundial de Esquí Nórdico entre los años 2005 y 2009. Participó en dos Juegos Olímpicos de Invierno, ocupando el cuarto lugar en Turín 2006 (trampolín normal + 15 km) y el quinto en Vancouver 2010 (prueba por equipo).

## Palmarés internacional
| Campeonato Mundial | Campeonato Mundial        | Campeonato Mundial | Campeonato Mundial       |
| Año                | Lugar                     | Medalla            | Prueba                   |
| ------------------ | ------------------------- | ------------------ | ------------------------ |
| 2005               | Oberstdorf (Alemania)     | Medalla de oro     | TN + 4 × 5 km por equipo |
| 2007               | Sapporo (Japón)           | Medalla de bronce  | TN + 4 × 5 km por equipo |
| 2009               | Liberec (República Checa) | Medalla de bronce  | TG + 4 × 5 km por equipo |